# Tapacul gros castany
El tapacul gros castany (Pteroptochos castaneus) és una espècie d'ocell de la família dels rinocríptids (Rhinocryptidae).

## Hàbitat i distribució
Habita boscos densos i espesures de bambú a les terres baixes fins als 1500 m a centre i sud de Xile des de Colchagua fins Concepción i nord de Bío-Bío.